# Collectio Dionysio-Hadriana
Die Collectio Dionysio-Hadriana (auch nur Hadriana) ist eine chronologisch geordnete Kanones-Sammlung, die möglicherweise im Auftrag von Hadrian I. angefertigt und 774 an Karl den Großen während seines Aufenthalts in Rom übergeben wurde.

## Inhalt und Vorlagen

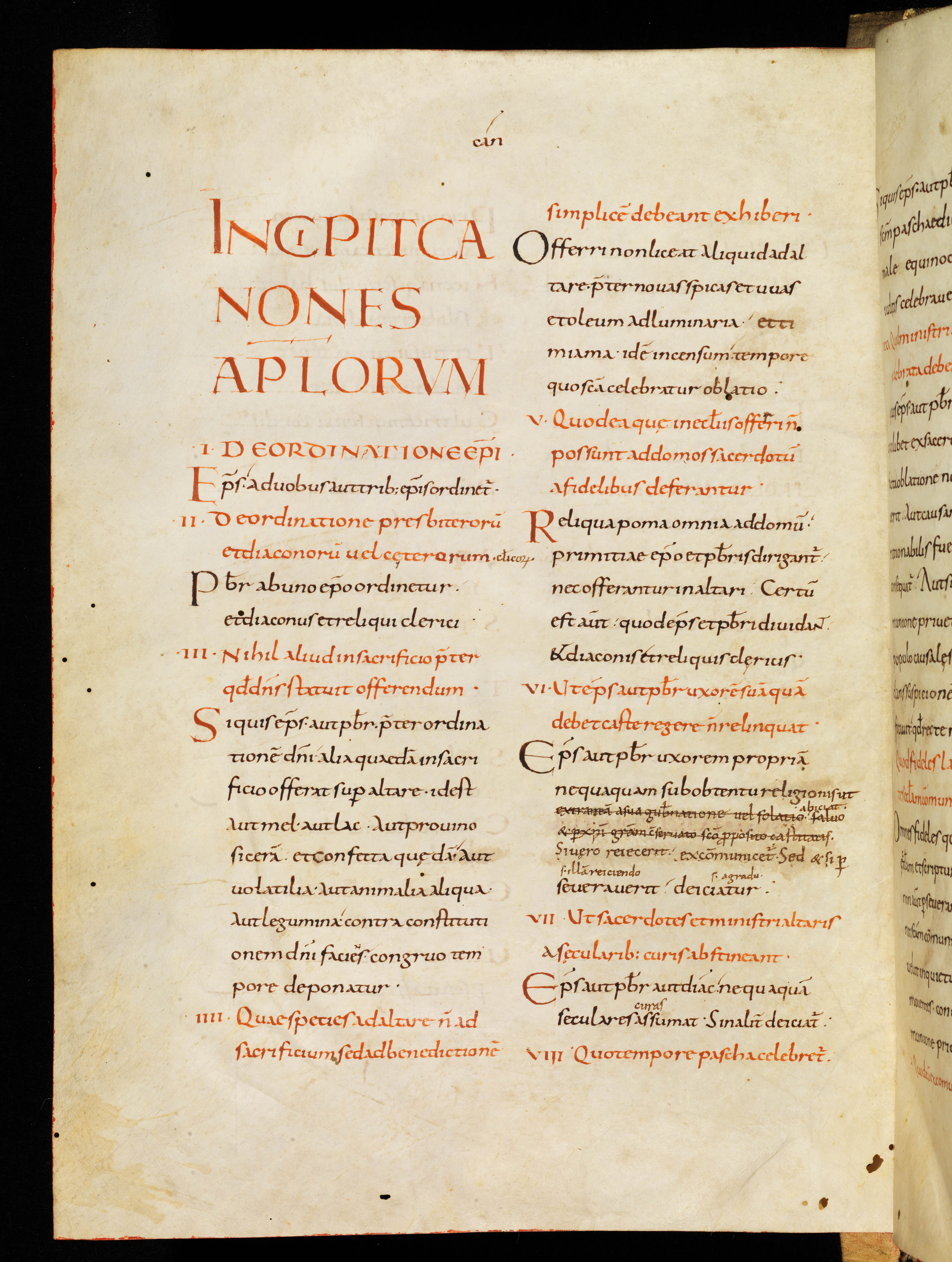
Bamberg, Staatsbibliothek, Msc.Can.3, fol. 2v: Beginn der Collectio Dionysio-Hadriana

Die Sammlung enthält vor allem Auszüge aus Dekretalen und den Beschlüssen von Konzilien. Das Widmungsgedicht (ein Akrostichon) wird allgemein als Beleg interpretiert, dass Hadrian ein Exemplar der Sammlung an Karl den Großen übergab.
Die meisten Kanones sind aus der als Dionysiana bekannten Sammlung des Dionysius Exiguus übernommen. Das Material der Dionysisna wurde überarbeitet (z. B. Ergänzung der Bischofslisten im Konzilsteil), anders angeordnet (z. B. Kanones der afrikanischen Konzilien) und ergänzt (z. B. um Auszüge aus Briefen der Päpste Zosimus I. und Leo I. sowie die Beschlüsse der römischen Synode von 721).

## Rezeption
Die Dionysio-Hadriana ist die einflussreichste kanonistische Sammlung der Karolingerzeit. Sie fand ab dem 9. Jahrhundert weite Verbreitung (über 100 erhaltene Handschriften) und es entstanden mehrere überarbeitete Fassungen. Noch während der Regentschaft Karls des Großen entstand mit dem Breviarium ad inquaerendum sententias infra ein Abriss dieser Sammlung. Um 800 wurde mit der Dacheriana eine auf der Dionysio-Hadriana beruhende systematische Sammlung erstellt. Zahlreiche jüngere Sammlungen hängen direkt oder indirekt von ihr ab.

## Editionen
Die editio princeps besorgte Johannes Cochläus 1525. Eine moderne Edition der gesamten Sammlung fehlt; die im Konzilienteil der Dionysio-Hadriana enthaltenen Konzilsbeschlüsse sind aber im Rahmen kritischer Ausgaben derselben ediert worden, insbesondere von Eduard Schwartz. Friedrich Maassen hat das Widmungsgedicht ediert.
- Canones Apostolorvm; Vetervm Conciliorvm Constitvtiones; Decreta Pontificvm Antiqviora [...], Mainz 1525. (VD 16 C 4272 C 4272: Digitalisat.)
- Friedrich Maassen: Geschichte der Quellen und der Literatur des canonischen Rechts im Abendlande bis zum Ausgange des Mittelalters. Vol. 1: Die Rechtssammlungen bis zur Mitte des 9. Jahrhunderts. Leuschner & Lubensky, Graz 1870, S. 965–966 (digitale-sammlungen.de [abgerufen am 12. Mai 2022]).